# Aren Nielsen
Pour les articles homonymes, voir Nielsen.
Aren Nielsen, né le 5 juillet 1968, est un patineur artistique américain, double médaillé de bronze aux championnats américains de 1994 et 1995.

## Biographie

### Carrière sportive
Vice-champion junior des États-Unis en 1988, Aren Nielsen est double médaillé de bronze aux championnats américains seniors de 1994 et 1995.
Il représente son pays à plusieurs compétitions internationales dont les championnats du monde de 1994 à Chiba. Il n'a jamais participé aux Jeux olympiques d'hiver.
Il arrête les compétitions sportives après les championnats nationaux de 1997.

### Reconversion
Aren Nielsen est actuellement directeur du patinage à l'Atlanta IceForum à Duluth en Géorgie.

## Palmarès
| Compétitions principales    | 1989    | 1990    | 1991    | 1992    | 1993    | 1994    | 1995    | 1996    | 1997    |  |  |  |  |  |
| Jeux olympiques d'hiver     |         |         |         |         |         |         |         |         |         |  |  |  |  |  |
| Championnats du monde       |         |         |         |         |         | 13e     |         |         |         |  |  |  |  |  |
| Championnats des États-Unis | 11e     | 9e      | 12e     | 5e      | 4e      | 3e      | 3e      | 8e      | 9e      |  |  |  |  |  |
|                             |         |         |         |         |         |         |         |         |         |  |  |  |  |  |
| Autres Compétitions         | 1988/89 | 1989/90 | 1990/91 | 1991/92 | 1992/93 | 1993/94 | 1994/95 | 1995/96 | 1996/97 |  |  |  |  |  |
| Skate America               |         |         |         |         |         | 6e      | 6e      | 8e      |         |  |  |  |  |  |
| Coupe d'Allemagne           |         |         |         |         | 6e      |         |         |         |         |  |  |  |  |  |
| Trophée NHK                 |         |         |         |         | 5e      |         |         |         |         |  |  |  |  |  |
| Légende : F = Forfait       |         |         |         |         |         |         |         |         |         |  |  |  |  |  |